# 孟加拉的亞美尼亞人

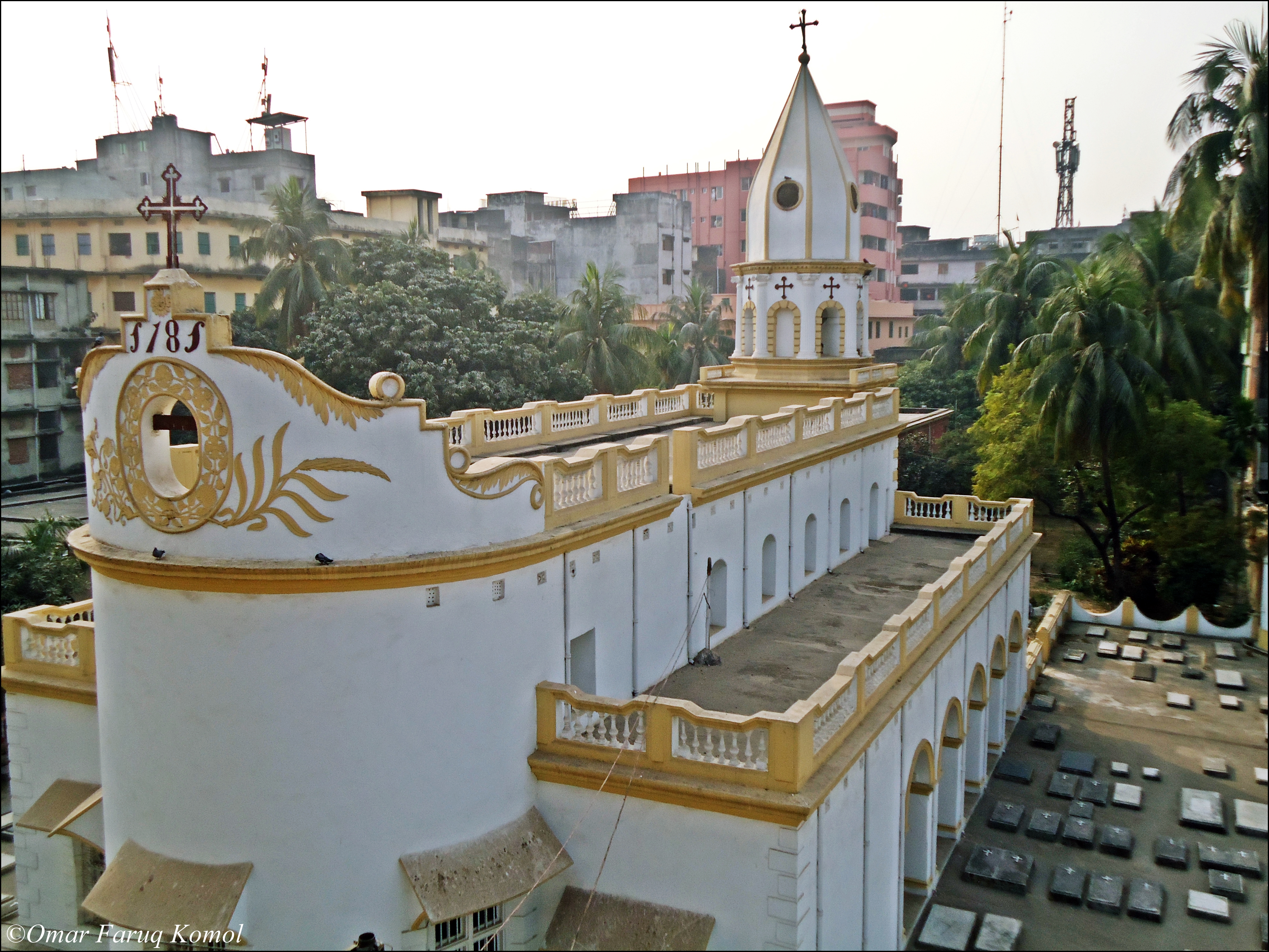
達卡亞美尼亞區的亞美尼亞教堂

孟加拉曾有相當規模的亞美尼亞社群，17世紀早期開始有亞美尼亞商人在孟加拉進行貿易，有部分商人便在孟加拉定居，他們交易的貨品多以黃麻、皮革與生絲為主，也包含鹽巴、檳榔與火藥的原料硝石等，在當時孟加拉的交易上扮演重要角色。亞美尼亞商人在達卡與今屬印度的巴特那、卡西姆巴扎爾、胡格利-欽蘇拉、穆爾斯希達巴德等地都曾有聚落，其中在達卡老城區形成了亞美尼亞區，1781年，當地建立了亞美尼亞人的教堂，教堂還有一座亞美尼亞人的墓園。18世紀晚期，受到英國商人的競爭之下，許多亞美尼亞人改投資土地，有些人後來還成為了擁有土地的柴明达尔。而除了貿易外，亞美尼亞人也對達卡的城市發展影響巨大，他們將馬車與歐式的百貨公司引入達卡，並於1848年創辦了達卡的第一間私立學校波戈斯學校。
現在南亞多數的亞美尼亞人已經離開，孟加拉的亞美尼亞社群已不存在。管理亞美尼亞教堂的麥可·約瑟夫·馬丁（Mikel Housep Martirossian）可能是最後一位孟加拉的亞美尼亞人。2014年，馬丁得到中風，移居加拿大與其女兒同住，將管理教堂的責任移交給阿門·阿爾斯拉尼安（Armen Arslanian），阿門出生於阿根廷，於2008年因經商而到達卡，並與馬丁有所往來。阿門除了管理、修復教堂中的文物外，也致力於整理當地亞美尼亞人留下的史料，並為當地貧民提供糧食與醫療資源。